# Tasakospatkány-félék
A tasakospatkány-félék (Geomyidae) az emlősök (Mammalia) osztályába és a rágcsálók (Rodentia) rendjébe tartozó család.
A tasakospatkányok nevüket a pofájukon található, kívülről nyíló tasakokról kapták. Állandóan gyűjtenek, óriási készleteket halmoznak fel föld alatti raktáraikban. 
A hagymás növények és a fák gyökereinek pusztításával hatalmas károkat okoznak.
A tasakospatkányok családja 39 fajt tartalmaz.

## Rendszerezés
A családba az alábbi 6 nem és 39 faj tartozik:
- Cratogeomys Merriam, 1895 – 7 faj
- Geomys Rafinesque, 1817 – 9 faj, síksági tasakospatkányok
- Orthogeomys Merriam, 1895 – 11 faj, óriás-tasakospatkányok
- Pappogeomys Merriam, 1895 – 2 faj, mexikói-tasakospatkányok
- Thomomys Wied-Neuwied, 1839 – 9 faj, simafogú-tasakospatkányok
- Zygogeomys Merriam, 1895 – 1 faj
  - szőröslábú tasakospatkány (Zygogeomys trichopus) Merriam, 1895

## Tasakospatkányok(Geomys)neme
A tasakospatkányok Észak- és Közép-Amerikában élnek.
Életmódjuk és megjelenésük a földi kutyáéra (Spalax) hasonlít. Testalkatuk a földi életmódhoz alkalmazkodott. Szemük kicsi, fülkagylójuk csökevényes, lábaik rövidek.  Mellső lábaikon a karmok életük végéig nőnek, de az ásás közben folyamatosan kopnak. A föld meglazításában speciális, óriásira nőtt szemfogaik is segítenek. Ha elegendő földet halmoztak fel maguk mögött, kitolják a felszínre, a vakondtúrásra hasonlító földkupacot készítve.
Téli álmot alszanak.

## Érdekességek
Alan Alexander Milne angol író regénye a Micimackó, amelyet Walt Disney vitt animációs filmre. A film készítői a történethez hozzáadtak még egy állatot mellékszereplőként, aki az eredeti regényben nem tűnt fel. Az eredeti angol nyelvű változatban Gopher, akit a magyar szinkronban Ürgének neveztek el, noha valójában a gopher a tasakospatkány angol elnevezése. Ürge/Gopher a Micimackó-rajzfilmsorozatokban is felbukkan mint bányász, építész, de tevékenysége mérhetetlen károkat okoz a Százholdas Pagonyban, Micimackóék lakhelyén. Mindezzel a mértéktelen urbanizáció és iparosodás káros hatásait kívánták szimbolizálni a Micimackó-rajzfilmek készítői.
A Go programozási nyelv kabalája egy tasakospatkány.